# Pamięć górna

Pamięć w DOS

Pamięć górna (ang. Upper Memory Area) – obszar pamięci w systemie MS-DOS pracującym w trybie rzeczywistym lub wirtualnym 86, obszar pamięci o adresie  między 640 kB 1 MB (0xA0000 - 0xFFFFF). Obszar ten jest wykorzystywany przez kartę graficzną, inne urządzenie i BIOS, część pamięci pozostaje niewykorzystana przez system. W obszarach niewykorzystanych pierwotnie  przez system DOS, system może rezerwować bloki pamięci zwane UMB i w nich umieszczać sterowniki karty graficznej, karty sieciowej i innych składników sprzętowych, w obszary te może być mapowana pamięć spoza przestrzeni adresowej dostępnej w trybie rzeczywistym lub mogą być używane przez programy uruchamiane w DOS.